# Lélouma
Lélouma est une ville du Fouta-Djalon, région montagneuse située au centre de la Guinée. Elle est le chef-lieu de préfecture de Lélouma.

## Géographie
Sur les contreforts du Fouta Djallon, Lélouma, comme l'ensemble de la région, bénéficie d'un climat tempéré par l'altitude et d'une végétation profitant des pluies abondantes.
La ville de Lélouma est à quelques 60 km de Labé, qui demeure la principale ville de la région. Sa population se concentre essentiellement sur les districts de Petel, Djaala, Djinkan, Poyé et Keneri.
Par ailleurs, la préfecture de Lélouma est connue par l'existence des centres religieux de Zaawia et de Sagale.

## Population
À partir d'une extrapolation du recensement de 2014 (RGPH3), la population de Lélouma Centre a été estimée à 15 478 personnes en 2016.

## Historique
Le nom « Lélouma » provient de la rivière Lelouwol qui traverse la région. La ville est connue pour sa mosquée historique située dans le quartier Petel, construite en 1744 par les premiers imams du Fouta-Djalon. L’élan religieux et culturel impulsé par des figures comme Karamoko Alfa mo Labé a contribué à l’établissement du pouvoir théocratique peulh dans la région au XVIIIe siècle.

## Organisation administrative
La préfecture de Lélouma a été créée en 1974 dans le cadre de la réforme de la décentralisation administrative. Elle est subdivisée en 11 sous-préfectures, dont Lélouma-Centre, Diountou, Hérico, Korbé, Lafou, Linsan, Manda, Parawol, Sagalé, Tountouroun et Thiaguel-Bori. L’administration locale est dirigée par un préfet nommé par l’État.

### Quartier urbains
Le centre urbain de Lélouma est composé de plusieurs quartiers notables, parmi lesquels :
- Petel (quartier historique),
- Djaala,
- Djinkan,
- Poyé,
- Kénéri.

Ces quartiers concentrent les infrastructures administratives, éducatives et sanitaires de la préfecture.

## Justice
La ville dispose d’un tribunal de paix récemment rénové, qui traite les affaires civiles et pénales. Le renforcement de l’appareil judiciaire local vise à rapprocher la justice des citoyens dans un esprit de modernisation de l’administration.

## Éducation
Lélouma possède des écoles primaires et des établissements d’enseignement secondaire. Toutefois, le secteur éducatif fait face à un déficit d’infrastructures, d’enseignants qualifiés et de ressources pédagogiques. Des efforts sont en cours pour améliorer la scolarisation, notamment des filles.

## Sport
Le football est le sport le plus populaire à Lélouma. Plusieurs clubs locaux participent à des compétitions inter-préfectorales. Toutefois, la préfecture ne dispose pas encore d’infrastructures sportives de haut niveau, ni d’équipe évoluant dans les divisions nationales.

## Culture
Lélouma fait partie intégrante du Fouta-Djalon, bastion de la culture peule (Fulɓe). La tradition orale, la musique folklorique, les danses et l’artisanat (notamment la poterie et le tissage) y sont très présents. La mosquée de Petel, les cérémonies religieuses et les fêtes locales sont des expressions vivantes du patrimoine culturel.

## Lieux de culte
La population de Lélouma est majoritairement musulmane sunnite. La ville compte plusieurs mosquées, dont celle de Petel, monument historique classé. Des lieux de prière chrétiens (églises) existent également, bien qu’en nombre limité.

## Activité économique
L’économie locale repose principalement sur :
- l’agriculture (maïs, fonio, arachide, pomme de terre),
- l’élevage (bovins, ovins, caprins),
- le petit commerce (marchés hebdomadaires),
- l’artisanat.

L’exploitation des ressources naturelles et les initiatives de jeunes entrepreneurs, comme la culture de l’oignon, gagnent en importance.

## Personnalités liées à la ville
- Karamoko Alfa mo Labé, religieux et fondateur de la théocratie du Fouta-Djalon, lié historiquement à la construction de la mosquée de Lélouma.

## Médias
Lélouma est couverte par quelques radios communautaires et les médias nationaux comme la RTG et Guinéenews. Ces médias relaient les actualités locales, les annonces administratives et les campagnes de sensibilisation.

## Transports
La ville est reliée aux autres localités par des routes secondaires en état variable. L’accès à certaines zones, comme le plateau de Djinka, reste difficile en saison des pluies. Des pistes rurales permettent cependant la circulation des tricycles, motos, taxis-brousse et camions transportant des denrées agricoles.